# Lutas nos Jogos Pan-Americanos de 2023 - Livre até 62 kg feminino
A categoria livre até 62 kg feminino das lutas nos Jogos Pan-Americanos de 2023 foi disputada em 3 de novembro de 2023 no Centro de Treinamento Olímpico, em Ñuñoa. Um total de 8 lutadoras, cada uma representando um Comitê Olímpico Nacional (CON), participaram do evento.

## Medalhistas
| Ouro   | BRA Laís Nunes                           |
| Prata  | CUB María Santana                        |
| Bronze | USA Kayla Miracle COL Katherine Rentería |

## Resultados
A competição foi realizada em um único dia até a definição das medalhistas:

### Fase eliminatória
|  | Quartas de final       | Quartas de final       | Quartas de final |  |  | Semifinal              | Semifinal              | Semifinal         |   |                | Final          | Final | Final |
|  |                        |                        |                  |  |  |                        |                        |                   |   |                |                |       |       |
|  | BRA Laís Nunes         | BRA Laís Nunes         | 5                |  |  |                        |                        |                   |   |                |                |       |       |
|  | VEN Nathaly Grimán     | VEN Nathaly Grimán     | 1                |  |  | BRA Laís Nunes         | BRA Laís Nunes         | 6                 |   |                |                |       |       |
|  | ECU Leonela Ayoví      | ECU Leonela Ayoví      | 4                |  |  | USA Kayla Miracle      | USA Kayla Miracle      | 2                 |   |                |                |       |       |
|  | USA Kayla Miracle      | USA Kayla Miracle      | 6F               |  |  |                        |                        |                   |   | BRA Laís Nunes | BRA Laís Nunes | 3F    |       |
|  | CUB María Santana      | CUB María Santana      | 10               |  |  |                        | CUB María Santana      | CUB María Santana | 0 |                |                |       |       |
|  | CHI Javiera Roco       | CHI Javiera Roco       | 0                |  |  | CUB María Santana      | CUB María Santana      | 6                 |   |                |                |       |       |
|  | COL Katherine Rentería | COL Katherine Rentería | 4                |  |  | COL Katherine Rentería | COL Katherine Rentería | 0                 |   |                |                |       |       |
|  | MEX Alexis Gómez       | MEX Alexis Gómez       | 1                |  |  |                        |                        |                   |   |                |                |       |       |
|  |                        |                        |                  |  |  |                        |                        |                   |   |                |                |       |       |
|  |                        |                        |                  |  |  |                        |                        |                   |   |                |                |       |       |

### Repescagem
|  | Disputa pelo bronze |                    |    |
|  |                     |                    |    |
|  | VEN Nathaly Grimán  | VEN Nathaly Grimán | 3  |
|  | USA Kayla Miracle   | USA Kayla Miracle  | 10 |

|  | Disputa pelo bronze    |                        |    |
|  |                        |                        |    |
|  | CHI Javiera Roco       | CHI Javiera Roco       | 0  |
|  | COL Katherine Rentería | COL Katherine Rentería | 10 |